# Petit Palais
Petit Palais är en palatsliknande byggnad i Paris åttonde arrondissement som uppfördes i samband med världsutställningen 1900. 
Byggnaden är inklämd mellan Champs-Élysées i norr och Seine i söder och på andra sidan Avenue Winston-Churchill ligger Grand Palais. Den ritades av arkitekten Charles Girault i Beaux-Arts-stil. 
Petit Palais var från början en utställningslokal, men har sedan 1902 varit ett konstmuseum med en permanent samling av såväl målerier som skulpturer från antiken och fram till modern tid. I byggnaden huserar Musée des beaux-arts de la ville de Paris som är ett av 14 museer som sedan 2013 ingår i Parismuseerna.  